# بني مسعد (بني سعد)

تعديل مصدري - تعديل

بني مسعد هي إحدى قرى عزلة الجعافره الغربية بمديرية بني سعد التابعة لمحافظة المحويت، بلغ تعداد سكانها 255 نسمة حسب تعداد اليمن لعام 2004.